# Birgit-Grodal-Preis
Der Birgit-Grodal-Preis (englisch Birgit Grodal Award) ist eine von der Europäischen Ökonomischen Vereinigung (European Economic Association, EEA) vergebene Auszeichnung auf dem Gebiet der Wirtschaftswissenschaft.

## Hintergrund
Der Preis wurde 2010 im Gedenken an die 2004 verstorbene dänische Wirtschaftswissenschaftlerin Birgit Grodal gestiftet und soll herausragende Leistungen von Frauen auf dem Gebiet der Wirtschaftswissenschaft honorieren. Grodal sollte als erste Frau die Präsidentschaft der Vereinigung übernehmen, verstarb aber vor Amtsantritt. 2012 wurde der Preis erstmals vergeben, die Auszeichnung ging an die Französin Hélène Rey. 2014 wurde die britisch-amerikanische Wirtschaftswissenschaftlerin Rachel Griffith ausgezeichnet, die ab 2015 als erste Frau dann aktiv das Präsidentenamt der Vereinigung ausübte.
Die Preisträgerinnen der zweijährlich vergebenen Auszeichnung werden von einem fünfköpfigen Auswahlgremium bestimmt, vorschlagsberechtigt sind alle Mitglieder der Europäischen Ökonomischen Vereinigung. Als Preissumme sind mit der Unterstützung der Dänischen Nationalbank 10.000 Euro ausgelobt.

## Preisträgerinnen
- 2012: Hélène Rey (Frankreich)
- 2014: Rachel Griffith (Vereinigtes Königreich/Vereinigte Staaten)
- 2016: Lucrezia Reichlin (Italien)
- 2018: Ekaterina Zhuravskaya (Russland)
- 2020: Eliana La Ferrara (Italien)
- 2022: Silvana Tenreyro (Vereinigtes Königreich/Italien/Argentinien)
- 2024: Michèle Tertilt (Deutschland)